# Prisonniers du passé
Pour plus de détails, voir Fiche technique et Distribution.

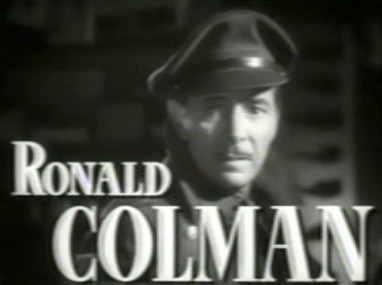
Ronald Colman.

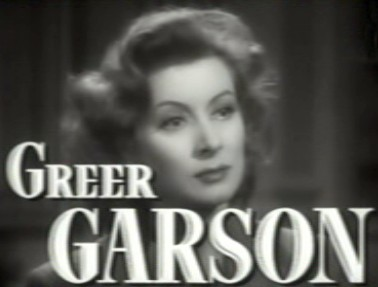
Greer Garson.

Prisonniers du passé (Random Harvest) est un film américain réalisé par Mervyn LeRoy, sorti en 1942.

## Synopsis
Le jour où la victoire des Alliés de la Première Guerre mondiale est prononcée au moment du traité de Versailles en 1919, un officier britannique amnésique s'échappe de l'asile de Melridge en Angleterre où il séjournait depuis des mois, après qu'il a été libéré par les Allemands à la suite de l'armistice de 1918.
Errant dans le village de Melridge, il fait la rencontre d'une jeune femme, Paula, qui vient d’entrer dans un bureau de tabac comme lui, le prend en pitié et décide de s'occuper de lui. Elle s'enfuit avec lui et lui donne le nom de John Smith. Ils finissent par se marier et un enfant naît de leur union, enfant qui mourra très jeune.
Ayant retrouvé ses facultés intellectuelles, mais pas sa mémoire d'avant-guerre, Smith a emménagé avec Paula dans un village du Devon et est devenu pigiste pour un journal de Liverpool. Pour signer une proposition de contrat de collaboration permanente émanant de ce journal, il doit se rendre à Liverpool ; il part en voyage en emportant une clef de leur maison qu'il garde dans une poche. En traversant la rue juste devant le journal, il glisse sur le sol mouillé et est renversé par une voiture.
Cet accident sans gravité lui fait perdre connaissance quelques instants et a pour conséquences de lui faire recouvrer sa mémoire d’avant-guerre, mais ses souvenirs s'arrêtent désormais aux combats qui l'avaient rendu amnésique, donc il ne se souvient plus du tout de ce qui lui est arrivé après son évasion de l'asile, notamment de sa nouvelle vie avec Paula.
Il retourne alors à son ancien domicile, le manoir de Random dans le Surrey, et reprend sa véritable identité, celle de Charles Rainier, le fils d’un éminent industriel qui vient de mourir ; le partage de l’héritage est en cours au moment où il réapparaît : Charles hérite du manoir familial, mais bientôt, il est aussi amené à gérer l'empire industriel de la famille. Il garde constamment sur lui la clef de sa maison avec Paula, comme une sorte de fétiche, mais il ne sait à quoi elle correspond. Sa réussite industrielle fait de lui un éminent personnage du Royaume-Uni. Pendant ce temps, Paula est partie à sa recherche et trouvera le moyen de se rapprocher de lui et le couple se reconstituera, son mari ayant retrouvé toute sa mémoire.

## Fiche technique
- Titre : Prisonniers du passé
- Titre original : Random Harvest
- Réalisation : Mervyn LeRoy
- Scénario : Arthur Wimperis, George Froeschel, Claudine West d'après le roman de James Hilton
- Production : Sidney Franklin pour la MGM
- Photographie : Joseph Ruttenberg
- Musique : Herbert Stothart
- Décors : Cedric Gibbons
- Costumes : Robert Kalloch
- Montage : Harold F. Kress
- Pays d'origine : États-Unis
- Langue : anglais
- Format : Noir et blanc
- Genre : Drame
- Durée : 125 minutes
- Date de sortie : 17 décembre 1942 (USA)
- Affiches : Roger Soubie (France)

## Distribution
- Ronald Colman : John Smith / Charles Rainier
- Greer Garson : Paula Ridgeway, épouse de John Smith / Mlle Lanson, secrétaire puis épouse de Charles Rainier
- Philip Dorn : Dr Jonathan Benet
- Susan Peters : Kitty
- Henry Travers : Dr Sims
- Reginald Owen : Biffer
- Bramwell Fletcher : Harrison
- Rhys Williams : Sam
- Una O'Connor : la commerçante du bureau de tabac
- Melville Cooper : George Rainier
- Aubrey Mather : Sheldon
- Margaret Wycherly : Mme Deventer
- Arthur Margetson : Chetwynd
- Marta Linden : Jill
- Ann Richards : Bridget
- Norma Varden : Julia
- David Cavendish : Henry Chilcet
- Alan Napier : Julian
- Charles Waldron : M. Lloyd
- Elisabeth Risdon : Mme Lloyd
- Jill Esmond : Lydia
- Ivan Simpson : le vicaire
- Marie De Becker : la femme du vicaire

Et, parmi les acteurs non « crédités » :
- Harry Allen : un barman
- Charles Bennett : le portier
- Olive Blakeney : Mlle Barnes
- Edward Fielding : le Premier ministre
- Lumsden Hare : sir John
- Arthur Shields : un chimiste (à Liverpool)
- Arthur Space : le deuxième patient traumatisé
- Ian Wolfe : le greffier du registre des naissances
- Frederick Worlock : un avocat

## Distinction
- Nomination pour l'oscar de la meilleure partition d'un film dramatique ou d'une comédie en 1943